# Мартин Бърч
Мартин Бърч (на английски: Martin Birch) е британски рок и хевиметъл продуцент.

## Кариера
Мартин Бърч става световноизвестен с продуцирането на албуми на легендарни британски рок банди като „Дийп Пърпъл“ и „Айрън Мейдън“. Той също така продуцира албуми и на много други групо като проектите свързани с Purple („Рейнбоу“, Paice, Ashton & Lord, „Уайтснейк“, Роджър Глоувър, Джон Лорд), „Флийтуд Мак“, „Блек Сабат“, Wayne County & the Electric Chairs и Blue Öyster Cult. В албума на „Флийтуд Мак“ Mystery to Me (1973) свири на акустична китара. Песента Hard Lovin' Man на „Дийп Пърпъл“ от албума Deep Purple in Rock е посветена на него. След продуцирането на Fear of the Dark за „Айрън Мейдън“ и появата си в клипа на Holy Smoke Бърч се пенсионира.

## Избрана дискография

### ЗаФлийтуд Мак
- 1969 Then Play On
- 1970 Kiln House
- 1971 Future Games
- 1972 Bare Trees
- 1973 Penguin
- 1973 Mystery to Me (и акустична китара)

### ЗаДийп Пърпъл
- 1969 Concerto for Group and Orchestra
- 1970 Deep Purple in Rock
- 1971 Fireball
- 1972 Machine Head
- 1972 Made in Japan
- 1973 Who Do We Think We Are
- 1974 Burn
- 1974 Stormbringer
- 1975 Come Taste the Band
- 1976 Made in Europe
- 1977 Last Concert in Japan

### ЗаWishbone Ash
- 1970 Wishbone Ash
- 1971 Pilgrimage
- 1972 Argus

### ЗаРейнбоу
- 1975 Ritchie Blackmore's Rainbow
- 1976 Rising
- 1977 On Stage
- 1978 Long Live Rock'n'Roll
- 1986 Finyl Vinyl

### ЗаУайтснейк
- 1978 Snakebite
- 1978 Trouble
- 1978 Live at Hammersmith
- 1979 Lovehunter
- 1980 Ready an` Willing
- 1980 Live...In the Heart of the City
- 1981 Come an' Get It
- 1982 Saints & Sinners
- 1984 Slide It In

### ЗаБлек Сабат
- 1980 Heaven and Hell
- 1981 Mob Rules

### ЗаBlue Öyster Cult
- 1980 Cultösaurus Erectus
- 1981 Fire of Unknown Origin

### ЗаАйрън Мейдън
- 1981 Killers
- 1982 The Number of the Beast
- 1983 Piece of Mind
- 1984 Powerslave
- 1985 Live After Death
- 1986 Somewhere in Time
- 1988 Seventh Son of a Seventh Son
- 1990 No Prayer for the Dying
- 1992 Fear of the Dark

### За други музиканти
- 1969 Джеф Бек – Beck-Ola (Cosa Nostra)
- 1970 Питър Грийн – The End of the Game
- 1971 Canned Heat и Джон Лий Хукър – Hooker 'N' Heat
- 1971 Джон Лорд – Gemini Suite
- 1971 Скид Роу – 34 Hours
- 1971 Faces – Long Player
- 1972 Silverhead – Silverhead
- 1973 Гери Мур – Grinding Stone
- 1974 Тони Аштън & Джон Лорд – First of the Big Bands
- 1976 Джон Лорд – Sarabande
- 1977 Paice, Ashton & Lord – Malice in Wonderland
- 1978 The Electric Chairs-"The Electric Chairs"
- 1978 Wayne County & the Electric Chairs – Storm The Gates Of Heaven
- 1978 Wayne County & the Electric Chairs Blatently Offensive
- 1978 Роджър Глоувър – Elements
- 1982 Майкъл Шенкър – Assault Attack